# Punta Arenas
 Ikke at forveksle med Puntarenas.
Punta Arenas er en chilensk havneby og er hovedstad i regionen Magallanes og Antártica Chilenaes.
Byen har ca. 130.000 indbyggere og ligger lige ud til Magellanstrædet. Før åbningen af Panamakanalen i 1914 var byen et omdrejningspunkt i skibsfarten mellem Stillehavet og Atlanterhavet. Punta Arenas er verdens sydligst beliggende by, der har over 100.000 indbyggere. Den sydligeste by på over 50.000 indbyggere er Ushuaia i Argentina mens den sydligeste by stadig ligger i Chile og hedder Puerto Willams.
- Wikimedia Commons har flere filer relateret til Punta Arenas

53°09′45″S 70°54′29″V / 53.1625°S 70.9081°V